# Monika Dymska
Monika Dymska (ur. 28 kwietnia 1918 w Rogoźnie, zm. 25 czerwca 1943 w Plötzensee) – polska żołnierka i nauczycielka.

## Życiorys
Pochodzi z Rogoźna. Jej rodzicami byli Jan i Weronika z d. Skłodowska, miała troje rodzeństwa. W 1928 roku rodzina przeprowadziła się do Torunia, gdzie zamieszkała przy ul. Szczytnej 14. Podczas nauki w Miejskim Gimnazjum Żeńskim w Toruniu Dymska przynależała do Hufca Przysposobienia Wojskowego Kobiet. W 1937 roku zdała maturę. Przed wojną odbyła tajny kurs dywersji pozafrontowej. Przed wojną pracowało dorywczo w Polskim Białym Krzyżu, gdzie uczyła na kursach analfabetów. 22 czerwca 1939 roku otrzymała dyplom nauczycielski.
Po wybuchu II wojny światowej została zmobilizowana do pomocniczej służby wojskowej. Przez krótki czas przebywała w Hrubieszowie jako sanitariuszka, 10 października 1939 roku wróciła do Torunia. Podczas wojny wraz z rodziną mieszkała przy ul. Pod Krzywą Wieżą 10. Organizowała pomoc dla więźniów i jeńców z obozów pod Toruniem. W grudniu 1939 roku została zaprzysiężona do Grunwaldu. Odpowiadała ona za obserwację ruchu jednostek wojskowych, następnie pracowała w Zakładach Amunicyjnych (popularnie zwanych Munawerke) przy ul. Okrężnej, gdzie zdobywała informacje o broni niemieckiej. Po rozbiciu Grunwaldu w 1940 roku trafiła do wywiadu ofensywnego Związku Jaszczurczego, gdzie odpowiadała za korespondencję Arnolda Nierzwickiego ps. „Krzysztof”, przedstawiciela Ekspozytury Zachód Związku Jaszczurczego. Do mieszkania Dymskich trafiały zaszyfrowane meldunki wywiadowcze z Polski i zagranicy. Wywiad współpracował z ZWZ-AK.
Została aresztowana 23 sierpnia 1942 roku przez gestapo podczas pracy w Zakładach Amunicyjnych. Została poddana wielotygodniowemu śledztwu. 27 marca 1943 roku Najwyższy Sąd Wojenny Rzeszy skazał ją na karę śmierci za szpiegostwo i przygotowanie zdrady narodu niemieckiego. Dymska została zgilotynowana w Plötzensee 25 czerwca tego samego roku.
Jej symboliczny grób znajduje się na Cmentarzu Wojskowym przy ul. Grudziądzkiej w Toruniu. 4 listopada 2005 roku na jej cześć odsłonięto tablicę na budynku przy ul. Pod Krzywą Wieżą 10. 18 marca 2010 odznaczona pośmiertnie Krzyżem Komandorskim Orderu Odrodzenia Polski.

## Galeria

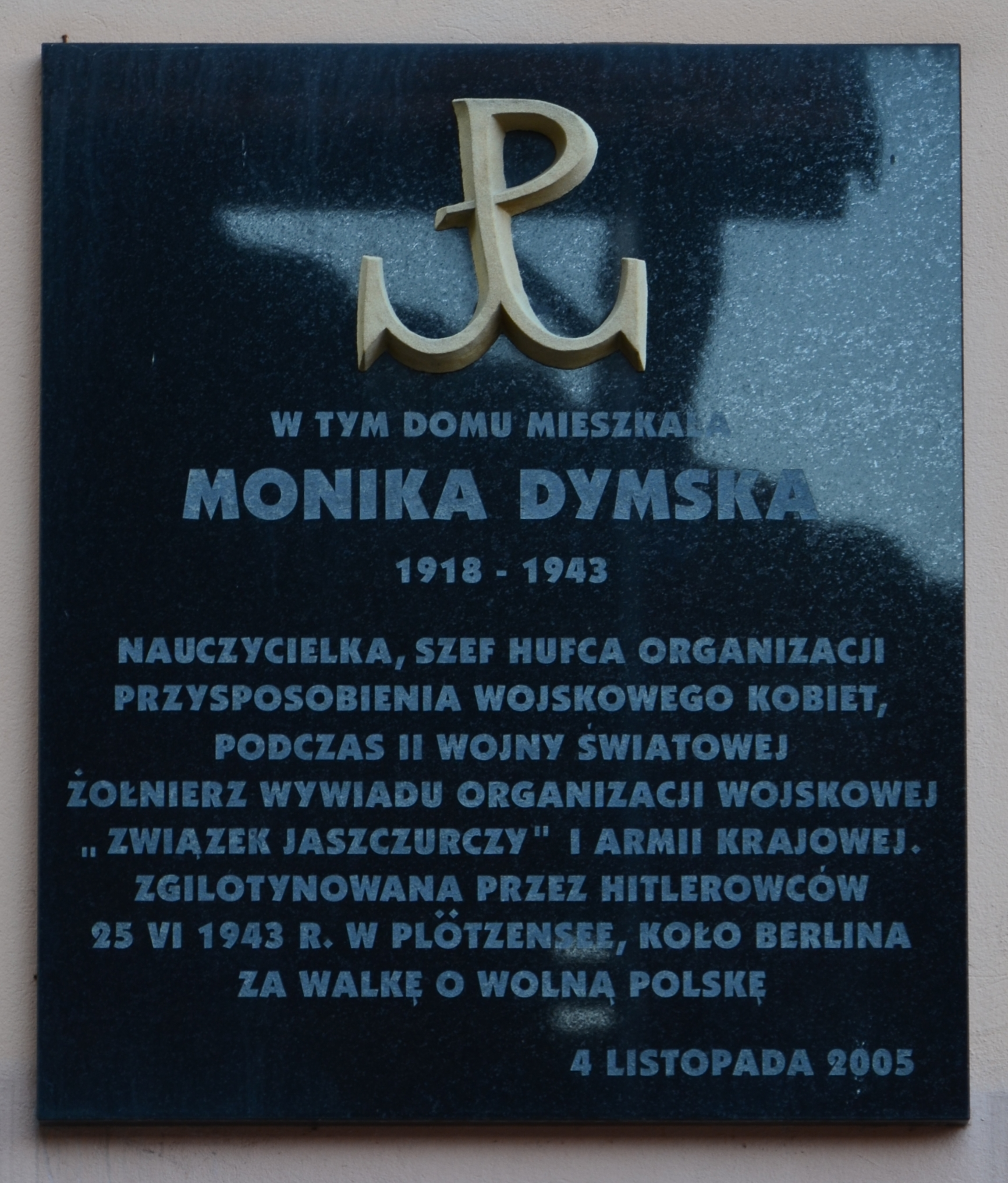
Tablica pamięci Moniki Dymskiej na kamienicy przy ul. Pod Krzywą Wieżą 10 w Toruniu
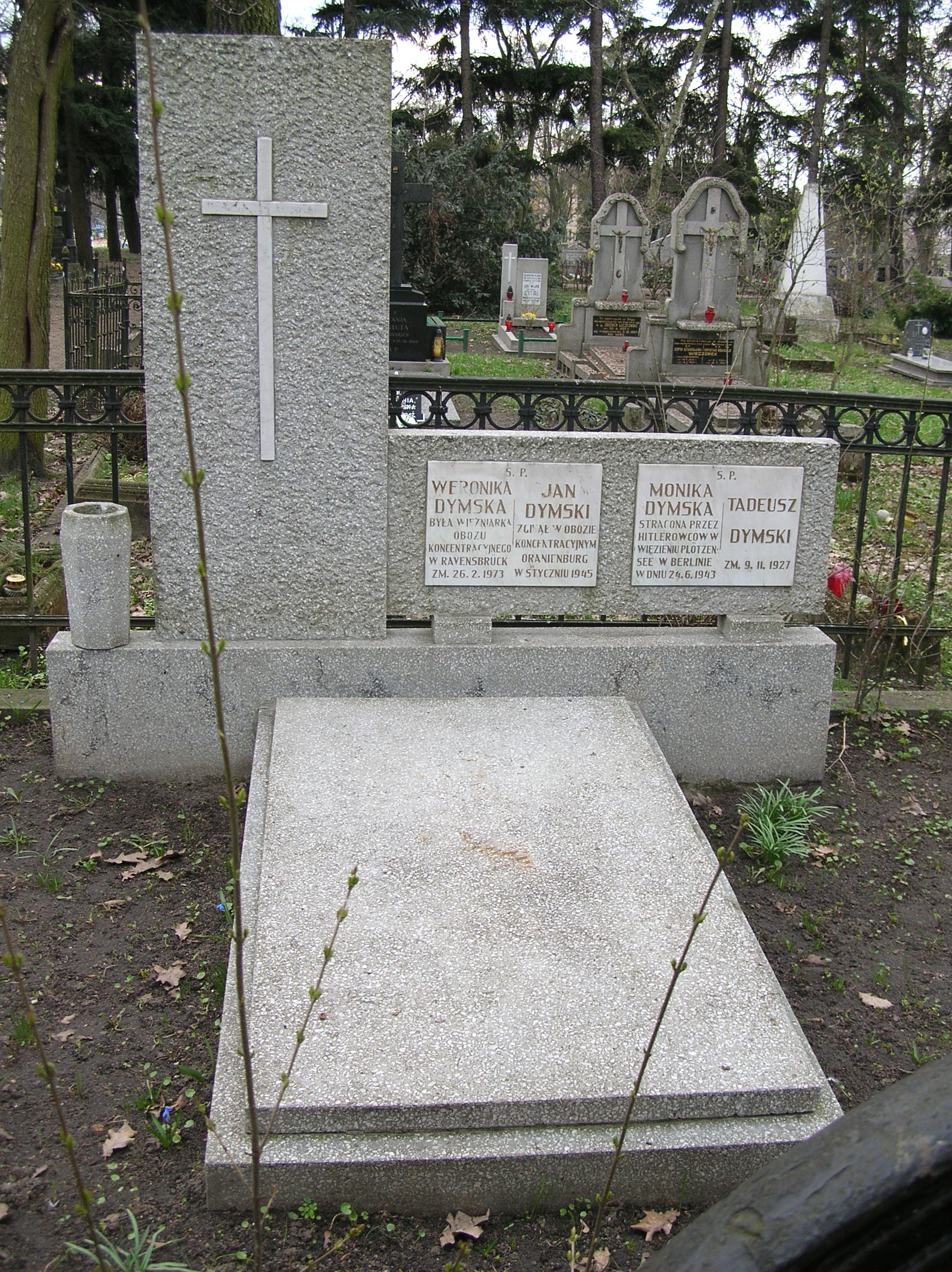
Grób Moniki Dymskiej. Cmentarz komunalny nr 1 w Toruniu (były garnizonowy)